# Cover Up (série)
Cover Up (br.:Retrato Falado) é uma série de televisão estadunidense do gênero Ação e Aventura, produzida pela 20th Century Fox Television. Foi exibida em 22 de setembro de 1984 até 6 de abril de 1985.

## Sinopse
Dani Reynolds é uma fotógrafa. Sua vida muda depois que seu marido morre. Ela soube que ele era o homem leve educado ele disse que era, mas era na realidade um agente do governo. Quando ela descobriu que ele foi assassinado, ela recrutou um ex-veterano do Vietnam Mac Harper para ajudá-la a encontrar os assassinos de seu marido. Depois de fazer isso, Henry Towner, o chefe de seu marido, lhe ofereceu o trabalho do marido. Basicamente, ela iria continuar a ser uma fotógrafa e Mac seria um de seus modelos. E Henry iria enviá-los em qualquer lugar do mundo onde existissem americanos com problemas ou criminosos que precisassem ser detidos ou inimigos dos EUA que tivessem que ser parados, e eles agiram muito bem por conta própria. Quando Jon-Erik Hexum que representou Mac morreu, Jack Striker entrou como um agente real que se juntou a equipe de Dani como o novo modelo.

## Elenco
- Jennifer O'Neill como Danielle Reynolds
- Richard Anderson como Henry Towler
- Mykelti Williamson como Rick
- Irena Ferris como Billie
- Dana Sparks como Ashley
- Ingrid Anderson como Gretchen
- Antony Hamilton como Jack Striker
- Jon-Erik Hexum como Mac Harper
- Rosemarie Thomas como Lisa
- Martine Beswick como Melissa
- Rosalind Allen como Holly Watson
- Terri Lynn como  Terri
- Judith Ledford como Sheryl